# 東京都中央卸売市場
東京都中央卸売市場（とうきょうとちゅうおうおろしうりしじょう、英語: Metropolitan Central Wholesale Market）は、東京都が設置している中央卸売市場。地方公営企業法の財務規定等が適用されており、都内に11市場が設置されている。

## 沿革
- 明治期 - 当時の東京府により「魚鳥並青物市場及問屋仲買営業例規並税則[注 1]」が公布され市中の問屋・仲買業者の数が制限される。またこれにより東京府認可による民営の市場が開設される[1]。当時認可されたのは水産物が日本橋など4市場、青果部が神田多町[注 2]、千住など16市場[2]。
- 1923年（大正12年）3月 - 中央卸売市場法が公布・発令。
  - 同年9月 - 関東大震災により市内は甚大な被害を受け、市内各所の市場も壊滅した。東京市は在来市場の復旧開業を禁止し、当面の善後策として、魚市場（築地）、江東青果物市場（本所横網）に市設の臨時市場を建設し、在来市場の業者を収容した。これはやがて常設的な市設卸売市場となり、昭和10年に東京市中央卸売市場が開設されるまで継続された[2]。
- 1935年（昭和10年） - 築地本場、神田、江東両分場の3市場が正式に開場して業務開始。（東京市中央卸売市場の開設）
- 1936年（昭和11年） - 荏原分場及び蒲田配給所業務開始。東京市設芝浦屠場業務開始。
- 1937年（昭和12年） - 豊島分場、豊島分場王子及び板橋配給所業務開始。荏原分場世田谷配給所業務開始。
- 1939年（昭和14年） - 淀橋分場、淀橋分場松原及び杉並配給所業務開始。
- 1940年（昭和15年） - 荏原分場調布配給所業務開始。
  - 同年 - 「生鮮食料品の配給及び価格の統制に関する件」が発せられ、市場運営が戦時統制下に置かれる。
- 1941年（昭和16年） - 江東分場奥戸・小松川・宇喜多配給所業務開始。
  - 同年 - 「配給統制規則」が公布され、荷受機関はすべて配給機関となり、仲買人は全廃された。
- 1945年（昭和20年） - 足立分場業務開始。
- 1946年（昭和21年） - 淀橋分場練馬配給所業務開始。
- 1948年（昭和23年） - 東京都中央卸売市場業務規程が全文改正。統制規制における荷受機関を卸売人として復活させたほか、統制中に廃止されていた仲買人制度の復活に備え、仲買人に関する規程を設けた。
- 1949年（昭和24年） - 淀橋分場練馬配給所移転、業務開始。
- 1951年（昭和26年） - 荏原分場蒲田配給所移転、業務開始。
- 1954年（昭和29年） - 荏原分場玉川配給所業務開始。
- 1955年（昭和30年） - 荏原分場調布配給所移転、業務開始。
- 1957年（昭和32年） - 荏原分場松原配給所移転、業務開始。江東分場小岩配給所業務開始。
- 1959年（昭和34年） - 江東分場小岩（旧奥戸）配給所、業務開始。
- 1961年（昭和36年） - 江東分場小松川配給所移転、業務開始。
- 1962年（昭和37年） - 江東分場宇喜多配給所廃止。
- 1964年（昭和39年） - 練馬分場移転、業務開始。
- 1966年（昭和41年） - 食肉市場開場、業務開始。
- 1972年（昭和47年） - 板橋市場開場、豊島市場板橋分場、同王子分場廃止。世田谷市場業務開始、荏原市場世田谷分場・同調布分場・同玉川分場廃止。
- 1979年（昭和54年） - 北足立市場業務開始。足立市場青果部廃止。
- 1983年（昭和58年） - 食肉分場業務開始。多摩ニュータウン市場業務開始。
- 1984年（昭和59年） - 葛西市場業務開始。江東市場及び葛飾・小松川・小岩の3分場廃止。
- 1988年（昭和63年） - 北足立市場花き部業務開始。
- 1989年（平成元年） - 大田市場青果部業務開始。神田市場・荏原市場及び蒲田分場廃止。
  - 同年 - 大田市場水産物部業務開始。大森市場廃止。
- 1990年（平成2年） - 大田市場花き部業務開始。
- 1993年（平成5年） - 板橋市場花き部業務開始。
- 1995年（平成7年） - 葛西市場花き部業務開始。
- 2001年（平成13年） - 世田谷市場花き部開場。淀橋市場練馬分場の廃止[注 3]。
- 2003年（平成15年） - 食肉分場廃止。淀橋市場杉並分場廃止。
- 2008年（平成20年） - 淀橋市場松原分場廃止[注 4]。
- 2018年（平成30年） - 豊洲市場業務開始。築地市場廃止。

## 組織

### 本庁
- 市場長
  - 管理部
    - 総務課
    - 市場政策課
    - 財務課

  - 事業部
    - 業務課
    - 施設課

### 事業所
- 豊洲市場：江東区豊洲6丁目6番1号[注 5]
- 食肉市場：港区港南2丁目7番19号
- 大田市場：大田区東海3丁目2番1号
- 豊島市場：豊島区巣鴨5丁目1番5号
- 淀橋市場[注 6]：新宿区北新宿4丁目2番1号
- 足立市場：足立区千住橋戸町50番地
- 板橋市場：板橋区高島平6丁目1番5号
- 世田谷市場：世田谷区大蔵1丁目4番1号
- 北足立市場：足立区入谷6丁目3番1号

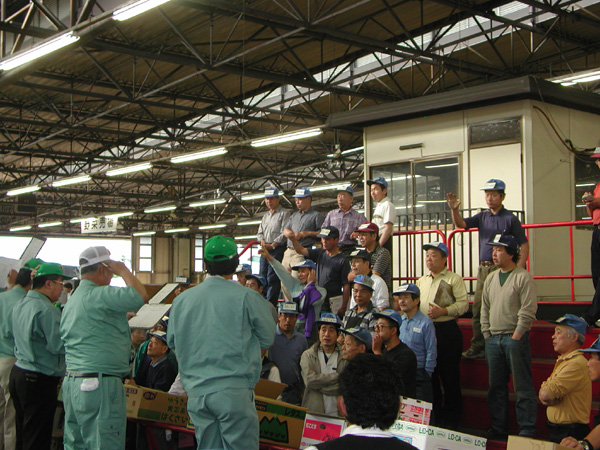
東京都中央卸売市場 葛西市場(2003年7月)

- 多摩ニュータウン市場：多摩市永山7丁目4番地
- 葛西市場：江戸川区臨海町3丁目4番1号

### 報告団体
- 東京食肉市場株式会社[3]